# 花邊教主 (2021年電視劇)
《新花邊教主》（英語：Gossip Girl）是一部美國青春劇情類型的網路影集，同時是2007年開播的電視劇《花邊教主》的續作和軟重啟影集。影集由原劇執行製片人約書亞·塞佛隆以及聯合開創者喬許·史瓦茲和史黛芬妮·薩維奇共同開發，約書亞·塞佛隆擔當節目統籌。克莉絲汀·貝爾回歸繼續聲演旁白角色，被稱為「花邊教主」的無所不知的匿名部落客。影集於2021年7月8日在HBO Max首播。2021年9月，HBO Max續訂第二季。

## 劇情
在母劇《花邊教主》完結將近十年之後，以新一代曼哈頓私校青少年男女的視角展現社群媒體和紐約本身發生的變化。由於線上串流平台HBO Max相對寬鬆的審核標準，影集展現更多的成人內容。選角也更加多元化，包括非白人主角和LGBT角色。

## 演員與角色

### 主要角色
- 喬丹·亞莉珊卓（英语：Jordan Alexander） 飾演 茱莉安·卡洛威（Julien Calloway）：康士坦斯布立亞學院的時尚網紅，卓婭同母異父的姐姐[2]。

- 惠特妮·匹克（英语：Whitney Peak） 飾演 卓婭·洛特（Zoya Lott）：茱莉安同母異父的妹妹，依靠獎學金進入康士坦斯布立亞學院的高一新生[2]。

- 妲薇·蓋文森 飾演 凱特·凱勒（Kate Keller）：康士坦斯布立亞學院的英語老師，為了反擊茱莉安等學生的霸凌，與其他老師一起創建匿名爆料帳號「花邊教主」[2]。

- 伊萊·布朗（英语：Eli Brown） 飾演 奧托·「奧比」·伯格曼四世（Otto "Obie" Bergmann IV）：康士坦斯布立亞學院的學生，家境優渥，茱莉安的前男友，性情良善，與卓婭成為朋友[2]。

- 湯瑪斯·達赫蒂（英语：Thomas Doherty (actor)） 飾演 麥克斯·沃夫（Max Wolfe）：泛性戀，與阿奇和奧黛莉有著親密關係[2]。

- 艾蜜莉·艾琳·林德 飾演 奧黛莉·荷普（Audrey Hope）：阿奇的女友，同時對麥克斯有意[2]。

- 伊凡·莫克（英语：Evan Mock） 飾演 阿基諾·「阿奇」·孟席斯（Akeno "Aki" Menzies）：奧黛莉的雙性戀男友，同時對麥克斯有意[2][3]。

- 強納森·費南德茲（英语：Johnathan Fernandez） 飾演 尼克·洛特（Nick Lott）：卓婭的父親，與茱莉安的父親關係惡劣[2]。

- 亞當·香勒-貝拉特（英语：Adam Chanler-Berat） 飾演 喬丹·格拉斯伯格（Jordan Glassberg）：康士坦斯布立亞學院的老師，幫助凱特經營「花邊教主」帳號[2]。

- 席恩·莫雷諾（英语：Zión Moreno） 飾演 露娜·拉（Luna La）：時尚造型師，茱莉安和莫內的密友，善於心計[2]。

- 薩瓦娜·李·史密斯（英语：Savannah Lee Smith） 飾演 莫內·德·哈恩（Monet de Haan）：女同性戀，茱莉安和露娜的密友，幫助茱莉安經營社交媒體[2]。

- 傑森·戈塔伊（英语：Jason Gotay） 飾演 勞法·卡帕洛（Rafa Caparros）：康士坦斯布立亞學院的古典文學老師，幫助凱特經營「花邊教主」帳號[2]。

- 陶德·阿爾蒙德（英语：Todd Almond）[a] 飾演 基甸·沃夫（Gideon Wolfe）：麥克斯的父親。

- 蘿拉·班南蒂[a] 飾演 凱姊·荷普（Kiki Hope）：運動休閒裝的設計師，奧黛莉的母親，酗酒。與丈夫離婚之後，與奧黛莉關係不好[4]。

- 克莉絲汀·貝爾 聲演 「花邊教主」（"Gossip Girl"）：網路上的匿名爆料帳號[5]。

### 常設角色
- 梅根·弗格森（英语：Megan Ferguson） 飾演 溫蒂（Wendy）：康士坦斯布立亞學院的老師，熟知最初的「花邊教主」相關訊息[6]。

- 路克·柯比（英语：Luke Kirby） 飾演 戴維斯·卡洛威（Davis Calloway）：茱莉安的父親，音樂家，與卓婭的父親關係惡劣。

- 唐娜·墨菲 飾演 薇薇安·伯頓（Vivian Burton）：康士坦斯布立亞學院的校長[7]。

- 伊莉莎白·萊爾 飾演 蘿拉·摩根（Lola Morgan）：創作型歌手，戴維斯·卡洛威的女友[8]。

- 琳·芮恩（英语：Lyne Renée） 飾演 海倫娜·伯格曼（Helena Bergmann）：奧比的母親[9]。

### 客串角色
- 約翰·班傑明·西基（英语：John Benjamin Hickey） 飾演 羅伊·薩克斯（Roy Sachs）：麥克斯的父親。

- 傑里米·O·哈里斯（英语：Jeremy O. Harris） 飾演 自己[10]

## 集數
| 上部 |  |          |                     |                        |                |
| 1 |  | 地鐵女孩 | 凱倫娜·伊凡斯       | 約書亞·塞佛隆          | 2021年7月8日   |
| 2019冠狀病毒病疫情之後，康士坦斯布立亞學院的學生開始返校。以凱特·凱勒為首的教師為了反擊茱莉安等學生的霸凌，在Instagram上創建匿名爆料帳號「花邊教主」，試圖從學生手中奪回主動權。效仿此前在瑟蕾娜和布蕾爾之前引起不和，凱特將目標鎖定於在學生群體內有影響力的茱莉安·卡洛威。在網路上公開茱莉安的秘密，她資助學校從而為同母異父的妹妹卓婭爭取到獎學金，卓婭因此得以進入康士坦斯布立亞學院。「花邊教主」還上傳卓婭和茱莉安男友奧比在一起的照片，聲稱兩人是秘密情人。茱莉安和卓婭籌劃出一個方案反擊傳言，她邀請卓婭參加時裝秀。茱莉安的密友露娜和莫內密謀算計卓婭，將她逐出秀場。茱莉安和卓婭的關係破裂。奧比與茱莉安分手，與卓婭成為朋友。與此同時，奧黛莉和阿奇均對麥克斯有意。標題借鑒自1992年電影《地鐵女孩》。 |  |          |                     |                        |                |
| 2 |  | 朝暮郎心 | 凱倫娜·伊凡斯       | 艾普·布萊爾            | 2021年7月15日  |
| 康士坦斯布立亞學院籌辦家長會，奧黛莉對母親凱姊未能出席感到失望。她說服凱姊參加轉天的慈善籌款晚宴。酒醉的凱姊在宴會上儀態盡失，奧黛莉只得在阿奇的幫助下提前將她送回家中。凱姊在家中告知奧黛莉，她的公司即將破產。與此同時，奧比希望與卓婭正式建立戀愛關係。「花邊教主」將兩人私會的照片上傳至Instagram，茱莉安用修飾後的與奧比的合照作為反擊，直斥「花邊教主」為騙子。為了挽回奧比，茱莉安希望從「花邊教主」處得知卓婭的黑歷史，從而將她逐出學院。凱特通過教務系統獲知卓婭在水牛城唸書時期的不光彩經歷。茱莉安的父親戴維斯在慈善晚宴上與卓婭的父親尼克相見，兩人方才得知女兒早已私下聯繫。卓婭打算離開學院，茱莉安向她道歉，並說服兩人的父親同意讓卓婭留在學院。茱莉安要求「花邊教主」不要將卓婭的黑歷史曝光，同時幫助她的帳號獲得認證。麥克斯將老師勞法·卡帕洛作為新目標。為了接近他，麥克斯來到勞法定期光顧的同志浴室，故意在他面前與阿奇親吻。在慈善晚宴上，勞法暗示等到麥克斯畢業之後方能與他約會。奧黛莉與麥克斯秘密發生關係。標題借鑒自1988年電影《天下父母心》。 |  |          |                     |                        |                |
| 3 |  | 大開撒戒 | 珍妮佛·林區         | 莉拉·范伯格            | 2021年7月22日  |
| 茱莉安和麥克斯在一家不經常光顧的夜店聚會。兩人見到麥克斯的父親羅伊·薩克斯在外面偷情，同時見到茱莉安的父親戴維斯與秘密女友蘿拉·摩根約會。奧比到卓婭家中與她的父親尼克會面，尼克允許兩人約會。卓婭遭受網路霸凌，她求助於茱莉安的社群經營助手露娜·拉，幫助自己改造形象。「花邊教主」爆出學生中有人劈腿的新聞，阿奇和奧黛莉各自懷疑是指自己與麥克斯的私情。麥克斯要求阿奇利用勞法的私人訊息創建一個虛假帳號，誘騙羅伊。麥克斯和茱莉安分別暗中邀請羅伊和蘿拉參加百老匯戲劇節的開幕夜。麥克斯當面向父親基甸揭露羅伊的出軌行為。隨後，傷心嗑藥的麥克斯同時向阿奇和奧黛莉坦承與兩人的私情。勞法收留了落單的麥克斯，讓他睡在客廳的沙發上。茱莉安說服戴維斯不要再讓蘿拉當他的地下情人，要求兩人公開關係。與此同時，學校聘請專業的情報小組調查「花邊教主」的幕後操手。凱特和喬丹等人感覺到即將暴露，他們暫時關閉防火牆，並誘使另一位參與行動的老師莉瑪使用「花邊教主」的帳號發帖。莉瑪被學校當作幕後操手而遭到開除。標題借鑒自1999年電影《大開眼戒》。                            |  |          |                     |                        |                |
| 4 |  | 待公佈   | 珍妮佛·林區         | 考特尼·珀杜和班杜·賽杜 | 2021年7月29日  |
| 標題借鑒自1992年電影《雙峰：與火同行》。 |  |          |                     |                        |                |
| 5 |  | 待公佈   | 帕梅拉·羅曼諾夫斯基 | 亞倫·富勒頓            | 2021年8月5日   |
| 標題借鑒自1998年電影《真愛告白》。 |  |          |                     |                        |                |
| 6 |  | 待公佈   | 帕梅拉·羅曼諾夫斯基 | 阿什莉·威格菲爾德      | 2021年8月12日  |
| 標題借鑒自2019年電影《寄生上流》。 |  |          |                     |                        |                |
| 下部 |  |          |                     |                        |                |
| 7 |  | 待公佈   | 約書亞·塞佛隆       | 伊萊恩·洛赫            | 2021年11月25日 |
| 8 |  | 待公佈   | 待定                | 待定                   | 2021年11月25日 |
| 9 |  | 待公佈   | 待定                | 待定                   | 2021年11月25日 |
| 10 |  | 待公佈   | 待定                | 待定                   | 2021年12月2日  |
| 11 |  | 待公佈   | 待定                | 待定                   | 2021年12月2日  |
| 12 |  | 待公佈   | 待定                | 待定                   | 2021年12月2日  |

## 製作

### 開發
2019年7月，華納媒體預訂《花邊教主》的軟重啟影集。影集延續喬許·史瓦茲開創的母劇故事。2020年11月2日，凱倫娜·伊凡斯確定執導前兩集。2021年9月9日，HBO Max續訂第二季。

### 選角
2019年11月，克莉絲汀·貝爾確定回歸繼續聲演旁白角色，被稱為「花邊教主」的無所不知的匿名部落客。2020年3月，艾蜜莉·艾琳·林德、惠特妮·匹克、伊萊·布朗、強納森·費南德茲和傑森·戈塔伊確定參演影集。同月，妲薇·蓋文森、湯瑪斯·達赫蒂、亞當·香勒-貝拉特和席恩·莫雷諾確定參演影集。4月，薩瓦娜·李·史密斯確定參演影集。8月，喬丹·亞莉珊卓確定出演主要角色。10月，伊凡·莫克確定出演常設角色，蘿拉·班南蒂參演影集。2021年1月，唐娜·墨菲參演影集。3月，伊莉莎白·萊爾參演影集。5月，琳·芮恩確定出演常設角色。6月，梅根·弗格森和傑里米·O·哈里斯參演影集。

### 拍攝
主體拍攝原計劃於2020年3月開機，因應2019冠狀病毒病疫情，開機日期推遲至2020年11月2日，影集首播日期推遲至2021年。

## 發行
《新花邊教主》於2021年7月8日在HBO Max首播。上部共六集，每週播出一集，下部共六集，於2021年11月25日播出。2021年6月，CW電視網宣布於7月9日播出第一集，次日於CW電視網的線上平台播出。
影集在英國於BBC One和BBC iPlayer播出，在加拿大於Crave播出。

## 迴響
根据評論匯總网站爛番茄汇总的47篇评论文章，38%的评论家给予该作正面评价，平均打分为4.98分（满分10分）。《新花邊教主》在Metacritic網站上得到「混合或中等評價」，獲得了54/100分（22位影評人）。

## 備註
1. 1 2  該演員僅在所飾演的角色出現於相應集數之中時被標記為「主演」。

## 資料來源
1. ↑  Ausiello, Michael. . TVLine. 2019-11-11  [2020-04-23]. （原始内容存档于2021-02-25） （美国英语）.
2. 1 2 3 4 5 6 7 8 9 10 11 12  Swift, Andy. . TVLine. 2021-05-28  [2021-05-28]. （原始内容存档于2021-06-29） （美国英语）.
3. ↑  Gossip Girl [@gossipgirl]. . 2021-01-01  [2021-01-03]. （原始内容存档于2020-01-03） –Instagram （美国英语）.
4. 1 2  McPhee, Ryan. . Play Bill. 2020-10-29  [2020-10-30]. （原始内容存档于2021-01-28） （美国英语）.
5. 1 2  Otterson, Joe. . Variety. 2019-11-07  [2020-04-23]. （原始内容存档于2020-09-20） （美国英语）.
6. 1 2  Porter, Rick. . The Hollywood Reporter. 2021-06-07  [2021-06-07]. （原始内容存档于2021-06-07） （美国英语）.
7. 1 2  .   [2021-01-11]. （原始内容存档于2021-01-19） （美国英语）.
8. 1 2  Petski, Denise; D'Alessandro, Anthony. . Deadline Hollywood. 2021-03-19  [2021-03-19]. （原始内容存档于2021-06-20） （美国英语）.
9. 1 2  Petski, Denise. . Deadline Hollywood. 2021-05-28  [2021-05-28]. （原始内容存档于2021-06-10） （美国英语）.
10. 1 2  Galuppo, Mia. . The Hollywood Reporter. 2021-06-09  [2021-06-09]. （原始内容存档于2021-06-26） （美国英语）.
11. ↑  . The Futon Critic.   [2021-06-07]. （原始内容存档于2021-06-29） （美国英语）.
12. 1 2  Hemmert, Kylie. . ComingSoon. 2021-06-24  [2021-06-30]. （原始内容存档于2021-06-27） （美国英语）.
13. 1 2 3 4  Harbet, Xandra. . Looper. 2021-07-29  [2021-08-01]. （原始内容存档于2021-08-01） （美国英语）.
14. ↑  Gemmill, James. . Looper. 2021-08-12  [2021-08-14]. （原始内容存档于2021-08-14） （美国英语）.
15. 1 2  Petski, Denise. . Deadline Hollywood. 2021-11-10  [2021-11-10]. （原始内容存档于2021-11-10） （美国英语）.
16. ↑  Porter, Rick. . The Hollywood Reporter. 2019-07-17  [2020-04-23]. （原始内容存档于2019-10-26） （美国英语）.
17. ↑  Bastidas, Jose. . PopCulture. 2019-07-26  [2020-04-23]. （原始内容存档于2020-01-13） （美国英语）.
18. 1 2  Andreeva, Nellie. . Deadline Hollywood. 2020-11-02  [2020-11-02]. （原始内容存档于2021-06-17） （美国英语）.
19. ↑  Rosy Cordero. . Deadline Hollywood. 2021-09-09  [2021-09-12]. （原始内容存档于2021-09-09） （美国英语）.
20. ↑  Porter, Rick. . The Hollywood Reporter. 2020-03-02  [2020-04-23]. （原始内容存档于2020-08-01） （美国英语）.
21. ↑  Otterson, Joe. . Variety. 2020-03-11  [2020-04-23]. （原始内容存档于2021-03-02） （美国英语）.
22. ↑  Andreeva, Nellie. . Deadline Hollywood. 2020-04-01  [2020-04-24]. （原始内容存档于2021-03-03） （美国英语）.
23. ↑  Andreeva, Nellie. . Deadline Hollywood. 2020-08-24  [2020-08-24]. （原始内容存档于2021-06-24） （美国英语）.
24. ↑  D'Alessandro, Anthony. . Deadline Hollywood. 2020-10-05  [2020-10-05]. （原始内容存档于2021-05-29） （美国英语）.
25. ↑  . Backstage.   [2020-05-24]. （原始内容存档于2021-01-06） （美国英语）.
26. ↑  Adalian, Josef. . Vulture. 2020-05-21  [2020-05-24]. （原始内容存档于2021-04-30） （美国英语）.
27. ↑  Swift, Andy. . TVLine. 2021-05-28  [2021-05-28]. （原始内容存档于2021-06-07） （美国英语）.
28. ↑  Pedersen, Erik. . Deadline Hollywood. 2021-06-24  [2021-06-24]. （原始内容存档于2021-06-28） （美国英语）.
29. ↑  Chilton, Louis. . The Independent. 2021-07-02  [2021-07-02]. （原始内容存档于2021-07-02） （英国英语）.
30. ↑  Chilton, Louis. . Narcity Media. 2021-06-25  [2021-06-25]. （原始内容存档于2021-06-25） （加拿大英语）.
31. ↑  . Rotten Tomatoes. Fandango Media.   [2021-07-10] （美国英语）.
32. ↑  . Metacritic. Red Ventures.   [2021-07-10] （美国英语）.

## 外部連結
- 互联网电影数据库（IMDb）上《花邊教主》的资料（英文）
- 爛番茄上《花邊教主》的資料（英文）
- Metacritic上《花邊教主》的資料（英文）
- 豆瓣电影上《花邊教主》的資料 （简体中文）